# 兒子 (電影)
《兒子》（韓語：아들）是一部2007年上映的韓國電影，电影的導演和編劇皆由張鎮一手包辦。

## 故事大綱
強植因為殺人被判無期徒刑，為了見自己多年沒見的兒子俊錫，在被囚15年後終於申請得到1天假期，在朴教師的陪同下回家探望家人。豈料回家以後卻迎來了一連串意想不到的事，先是母親患上老人痴呆症，繼而就是看到對自己異常冷漠，且有點神秘的兒子。雖然最後父子之間冰釋前嫌，共同渡過了最後的時光，可是在別離之際，強植卻發現了......

## 演員陣容
- 車勝元 飾演 強植
- 柳德煥 飾演 俊錫
- 金志英 飾演 強植母親
- 李相勳 飾演 朴教師
- 李文秀
- 李漢偉
- 張英南
- 瑞雨
- 金允慧

### 聲音出演
- 鄭在詠
- 尹宥善
- 孔曉振
- 申河均
- 柳海真

## 外部連結
- NAVER （页面存档备份，存于） 